# Ройал-Палм-Истейтс
Ройал-Палм-Истейтс (англ. Royal Palm Estates) — статистически обособленная местность, расположенная в округе Палм-Бич (штат Флорида, США) с населением в 3583 человека по статистическим данным переписи 2000 года.

## География
По данным Бюро переписи населения США статистически обособленная местность Ройал-Палм-Истейтс имеет общую площадь в 2,07 квадратных километров, водных ресурсов в черте населённого пункта не имеется.
Статистически обособленная местность Ройал-Палм-Истейтс расположена на высоте 5 м над уровнем моря.

## Демография
По данным переписи населения 2000 года в Ройал-Палм-Истейтс проживало 3583 человека, 835 семей, насчитывалось 1126 домашних хозяйств и 1204 жилых дома. Средняя плотность населения составляла около 1730,92 человека на один квадратный километр. Расовый состав населённого пункта распределился следующим образом: 69,83 % белых, 15,27 % — чёрных или афроамериканцев, 0,45 % — коренных американцев, 1,28 % — азиатов, 0,11 % — выходцев с тихоокеанских островов, 4,52 % — представителей смешанных рас, 8,54 % — других народностей. Испаноговорящие составили 34,08 % от всех жителей статистически обособленной местности.
Из 1126 домашних хозяйств в 44,8 % воспитывали детей в возрасте до 18 лет, 44,6 % представляли собой совместно проживающие супружеские пары, в 19,4 % семей женщины проживали без мужей, 25,8 % не имели семей. 17,4 % от общего числа семей на момент переписи жили самостоятельно, при этом 3,0 % составили одинокие пожилые люди в возрасте 65 лет и старше. Средний размер домашнего хозяйства составил 3,10 человек, а средний размер семьи — 3,41 человек.
Население статистически обособленной местности по возрастному диапазону по данным переписи 2000 года распределилось следующим образом: 30,3 % — жители младше 18 лет, 10,4 % — между 18 и 24 годами, 34,7 % — от 25 до 44 лет, 17,5 % — от 45 до 64 лет и 7,1 % — в возрасте 65 лет и старше. Средний возраст жителей составил 30 лет. На каждые 100 женщин в Ройал-Палм-Истейтс приходилось 106,4 мужчин, при этом на каждые сто женщин 18 лет и старше приходилось 103,8 мужчин также старше 18 лет.
Средний доход на одно домашнее хозяйство статистически обособленной местности составил 31 331 доллар США, а средний доход на одну семью — 32 402 доллара. При этом мужчины имели средний доход в 26 563 доллара США в год против 21 587 долларов среднегодового дохода у женщин. Доход на душу населения статистически обособленной местности составил 31 331 доллар в год. 18,4 % от всего числа семей в населённом пункте и 22,2 % от всей численности населения находилось на момент переписи населения за чертой бедности, при этом 23,3 % из них были моложе 18 лет и 7,4 % — в возрасте 65 лет и старше.